# Höhenindexfehler
Der Höhenindexfehler (Indexfehler, engl. vertical collimation error) ist jener unvermeidliche, kleine Instrumentenfehler, um den die Ablesung am Vertikalkreis jedes Theodolits korrigiert werden muss.
Er entspricht der Abweichung der Anzeige von 0 oder 90° (bzw. 0 oder 100gon) am Höhenkreis, wenn das Fernrohr genau zum Zenit gerichtet ist.
Der größte Teil des Indexfehlers wird durch Bezug auf die Lotrichtung beseitigt:
- bei älteren Modellen durch die Höhenindex-Libelle, die vor jeder Kreisablesung einzuspielen ist,
- bei neueren Theodoliten mit einem Höhenkompensator, der ein spezielles Pendel (Genauigkeit <1″) oder ein Flüssigkeitskompensator sein kann und den Strahlengang um den Betrag der Stehachsenneigung ablenkt.
- Elektronische Tachymeter korrigieren die Neigung digital.

Ein kleiner Restbetrag (etwa 2–10″) bleibt allerdings übrig, der periodisch zu testen und allenfalls zu beseitigen ist. Durch Messung der Höhenwinkel (Zenitwinkel) in beiden Fernrohrlagen und Differenzbildung der Messwerte entfällt er.
Bei durchschlagbaren Fernrohren kann dieser restliche Indexfehler durch Anmessen eines geeigneten Zieles in beiden Kreislagen exakt bestimmt werden. Ist er Null, müssten sich die Kreisablesungen zu 360° (400 gon) summieren. Allerdings ändert sich dieser Zustand durch Temperaturänderungen oder Stöße.
Indexfehler bei anderen Instrumenten
Bei elektronischen Theodoliten wird der letztgenannte Vorgang durch Speichern der 2-Kreislagen-Messung abgeschlossen. Mit diesem Wert korrigiert das Gerät alle Messungen bis zur nächsten Kontrolle.
Bei astronomischen Instrumenten wie Universalinstrument, Meridiankreis oder Passageinstrument wird sinngemäß vorgegangen. Ist der Höhenkreis verdrehbar (zur Verringerung der Kreisteilungsfehler), nimmt der Indexfehler große Werte an, wird aber in 2 Kreislagen eliminiert.
Bei nautischen Sextanten wirkt ebenfalls ein Indexfehler. Er wird vom Herstellerwerk zusammen mit Kreisteilungsfehler und Exzentrizität bestimmt und in der Instrumentenbox als kleine „Beschickungstabelle“ eingeklebt. Diese Korrektur kann von 10 zu 10° um 10–30″ variieren.